# 康氏马鲛
为鲭科马鲛属的食用鱼，广泛分布于印度洋-太平洋海域，栖息于近海水面附近，有洄游习性。其背部为蓝灰色、腹部为银灰色，有灰绿色的体侧线和遍布全身的黑斑。其体长而扁，尾鳍深叉，头尖，主要以小鱼为食。寿命可达22岁。目前该鱼虽有较大的种群，但受过度捕捞影响严重。

## 物种命名
康氏马鲛的属名源自于古希腊语词汇，意为鲭鱼或金枪鱼；康氏马鲛由法国博物学家贝尔纳·热尔曼·德·拉塞佩德于1800年根据另一位法国博物学家菲利伯·康默森提供的笔记和插画正式描述。拉塞佩德选择用康默森的姓氏作为该鱼的种加词。在浙江宁波一带，因在康氏马鲛多在春季上市，故群众俗称其为“鰆”。该鱼的其他俗名有马鲛、梭齒、魠魚、頭魠、土托、土魠、康氏馬發、塗魠等。

## 外貌描述
康氏马鲛背侧呈蓝灰色，而腹侧则为银灰色，鳞片小而圆且易脱落。其体侧线为灰绿色，在第二片背鳍处下歪后弯曲延伸至尾柄。成鱼身体上可见数十条黑斑。该鱼身体长而侧扁，尾鳍深叉，头尖，嘴大，眼小。其上下颚均有一列牙齿，牙齿大而侧扁，呈三角形，共有12—16枚。康氏马鲛第一片背鳍有硬棘15—18条，后方紧跟具有15—20根鳍条的第二片背鳍，再后方有8—10片小鳍；其臀鳍有16—21根软条，后方有7—12片小鳍。康氏马鲛最长可长到2.45米，而捕得最重的个体重44.9千克。

## 物种分布
康氏马鲛属暖水性中上层肉食性鱼类，广泛分布于印度洋-西太平洋海域，分布范围西至红海、东至澳大利亚和斐济、南至开普敦、北至韩国、日本。末次冰期近海栖息地范围随海平面大幅下降而缩小，但康氏马鲛因其分布范围广且能由近海向外海迁移，在洋流影响下基因交流更为频繁，使得种群发生了扩张。苏伊士运河开通后亦自红海进入东地中海，如今突尼斯、埃及、土耳其、希腊和利比亚等国水域均有康氏马鲛出没。该鱼在同生态位相似的地中海原生鱼类大西洋白姑鱼的竞争处于上风，导致后者种群自1980年代起不断下降。

## 生态与习性

### 栖息地
康氏马鲛主要栖息于近海水面附近，栖息深度为15至200米，偶尔会进入潟湖或是河口，一般独来独往或成小群活动。该鱼有洄游习性，在秋季会迁徙至低纬度水域越冬，来年春季则会返回食物更丰沛的高纬度水域繁殖。

### 食性
成年康氏马鲛为追击捕食者，主要以鱼类为食，尤其偏好鳀鱼、鲱鱼、沙丁鱼，偶尔也会捕食其他鲭科鱼类、鲹、合齿鱼、须鲷以及枪鱿。小于40厘米的幼鱼除去食鱼外，还会捕食相当数量的虾类。

### 生命周期
阿拉伯海海域的康氏马鲛一般在每年5—10月自远洋前往沿海水域繁殖。而南海海域的康氏马鲛则在每年11一12月北游至近海，并于1一3月产卵，至5月上旬结束。成熟卵径为1.4毫米，在36至38小时间孵化成幼鱼，鱼苗在孵化后会随波逐流。其在不同海域的性成熟年龄与体长均略有不同，但整体而言其在1—2岁左右性成熟。性成熟时雌性平均体长为66.7厘米，而雄性则是80.3厘米。该鱼寿命可达22岁。

### 寄生虫
该鱼是异尖线虫以及锥吻目绦虫的中间宿主。此外，其鱼鳃内还会有单殖纲寄生虫。

## 经济利用

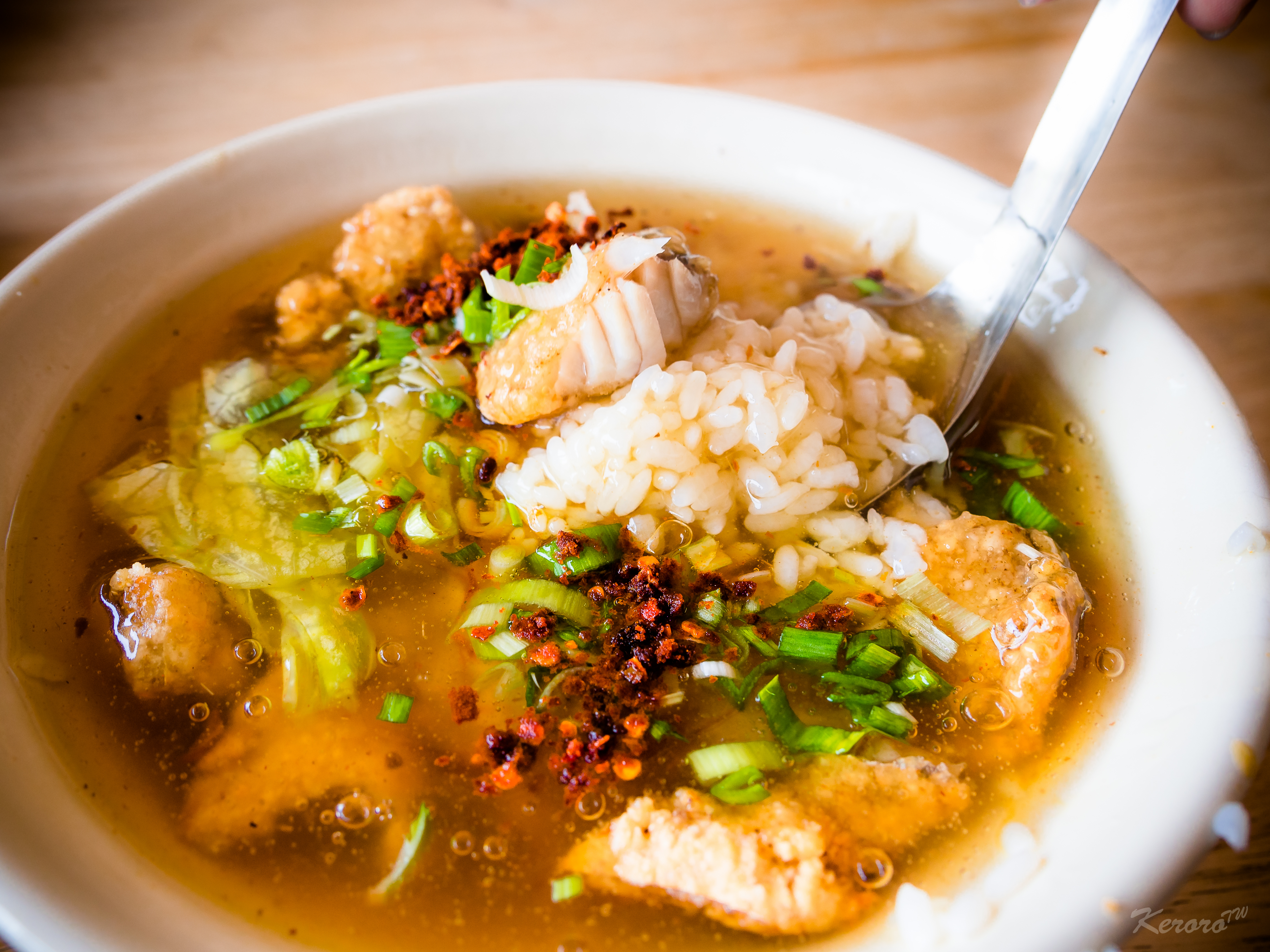
以康氏马鲛制作的土魠鱼羹

康氏马鲛是商业价值极高的食用鱼种，全球年产量在7万至22万吨之间，主要以流刺网捕捞，但拖网、围网、鱼梁等渔具也可捕得该鱼。康氏马鲛肉质细腻、味道鲜美、营养丰富，兼有补气、平咳、提神等功效，可油煎、炖汤、红烧或是油炸，台湾小吃炸土魠魚即是用康氏马鲛制作。此外，闽南有用炸酥后的康氏马鲛鱼块制作的小吃土魠鱼羹，而浙江宁波也有以该鱼为原材料的菜肴雪菜马鲛鱼。然而，由于康氏马鲛属顶尖掠食者，其体内常累积毒素，如雪卡毒素以及铜、铬等重金属。

## 种群保育
康氏马鲛的水产养殖目前仍处于试验阶段，市场需求依赖于野外捕捞。康氏马鲛尚有可观规模的种群，但大部分水域的种群均因过度捕捞而衰退，下降趋势在30%—60%不等，因此该鱼被IUCN评为“近危”。其在波斯湾的种群所面临的渔业压力尤为庞大，且缺乏相关的保育政策，故被评为“易危”。